# Dora Postigo Salvatore
Dora o Dora Salvatore, nom artístic de Dora Postigo Salvatore (Madrid, 9 d'abril de 2004) és una actriu i cantant espanyola, filla de la model i cantant Bimba Bosé i del músic i productor Diego Postigo. Té una germana menor, June.
Musicalment, la seva veu és pròpia d'una intèrpret de blues i combina diversos estils: soul, rhythm and blues, pop, neo-bolero i electrònica indie.

## Trajectòria
Va començar a tocar el piano amb cinc anys, i amb nou ja estava fent les seves versions de temes d'Ella Fitzgerald o Kendrick Lamar. Va començar a pujar vídeos a YouTube dos anys després, rebent moltes visites. Això li va servir per convertir-se en la vocalista del grup Creative Junior Big Band tan sols un any després. Va realitzar el seu primer concert l'any 2017 en el Hard Rock Cafe de Madrid, en companyia del seu pare i la seva germana, mesos després de la mort de la seva mare, i amb 13 anys va començar a compondre les seves pròpies cançons. El novembre de 2017 va actuar amb la seva banda al Festival de Jazz de Madrid.
Als 14 anys va publicar el seu primer single, «Saving Star» (2019), amb el qual va obtenir moltes reproduccions a Spotify. El van seguir els singles «Call Me Back» (2019), «Home» (2019) i «Ojos de serpiente» (2020), un tema compost per ella mateixa i dirigit per Paco León i que va ser estrenat en el programa Operación Triunfo. A partir de llavors van arribar «Stay» (2020), «Hoy» (2020), «Oxena» (2020), «Quiéreme» (2021), «La Bestia» ft. Delaporte (2021) i Flores de abril (2022). El març del 2022 va publicar el senzill Im Press, un avançament del seu EP debut.
El novembre de 2018 va debutar com a model per a la firma Davidelfín, de la qual n'havia estat musa la seva mare. Tres anys més tard es va anunciar també el seu debut al món de l'actuació, amb un paper protagonista, per a la pel·lícula de Netflix Rainbow, dirigida per Paco León, el rodatge del qual va començar l'estiu d'aquell mateix any.
El seu primer concert internacional tindrà lloc el maig de 2022 a Brighton (Anglaterra), a The Great Escape 2022.